# Never Before
Never Before ist ein Lied der britischen Hardrockband Deep Purple, das 1972 auf dem Album Machine Head sowie davor als Single veröffentlicht wurde.

## Aufnahme und Stil
Never Before entstand im Dezember 1971 in Montreux in der Schweiz. Deep Purple wollte mit diesem Song eine kommerzielle Single machen, für den Fall, dass das Plattenlabel danach verlangen würde. Die Band dachte, das Lied sei das Kommerziellste, was sie je produziert hätte, und investierte viel Zeit in dessen Arrangement. Never Before beginnt mit einem funkig-bluesigen Groove und verbindet Deep Purples Hardrock-Wurzeln mit einem an die Beatles erinnernden Mittelteil (und gibt eine Vorahnung an Deep Purples Klassiker Woman from Tokyo aus dem Jahr 1973). Never Before wurde zwei Monate vor dem Erscheinen von Machine Head als erster Song auf den neugegründeten Label Purple Records veröffentlicht. Zum Erscheinen der Single wurde auch ein Promotionvideo gedreht.

## Erfolg
Die Single gelangte in der Schweiz auf den 4. Platz, in Deutschland auf Platz 20, während sie in Großbritannien nur auf der 35. Stelle stand.

“The funny thing is, when Machine Head came out the song we thought was going to be big was Never Before. We put a lot of work into that, a nice middle eight, polished performances, properly mixed. No one ever expected Smoke (Smoke on the Water) to take off.”

## Liveaufführungen
Deep Purple führte den Song 1972 anlässlich einiger Konzerte und einer BBC-Show live auf. Dies ist auf dem Livealbum Deep Purple in Concert nachzuhören. 2004 spielte die Gruppe den Song während einer erneuten Machine Head Tour.

## Coverversionen
- Les Humphries Singers (Never Before / Shot From The Gun / Sky Rocket Roll, 1972)
- Vanadium auf dem Album „Born to Fight“ (1986)
- Eric Singer Project (1999)
- Gary John Barden (Ex-Michael Schenker Group) auf dem Album Rock ’n’ Roll My Soul (2010)
- Kings of Chaos auf dem Album Re-Machined: A Tribute to Deep Purple’s Machine Head, (2012)
- Out Of Phase (2001)[9]

Das Gitarrenriff in Peter Framptons Lied Do You Feel Like We Do aus dem Jahr 1973 ähnelt dem von Never Before.